# Mississauga
Mississauga är en stad i provinsen Ontario i Kanada som har 668 549 invånare (2006) på en yta av 288,53 km². Staden ligger strax väster om Toronto, vid Ontariosjöns strand, och ingår i Torontos storstadsområde. Torontos huvudflygplats Toronto Pearson International Airport ligger på stadens område.

## Historik
Mississauga bildades 1968 och fick fulla stadsrättigheter 1974. Hazel McCallion var borgmästare mellan 1978 och 2014. 
Ett tåg med farligt gods, bland annat klorgas, spårade ur den 10 november 1979, vilket ledde till att större delen av stadens befolkning evakuerades.

## Kända personer från Mississauga
- Douglas Csima (1985–), roddare
- Bianca Andreescu , tennis